# Lohfelden
Lohfelden est une municipalité allemande située dans le land de la Hesse et l'arrondissement de Cassel.

## Histoire
La particularité de la commune réside dans le fait qu'elle se compose de deux entités correspondant à deux anciennes communes autrefois indépendantes, à savoir Crumbach et Ochshausen. Les deux anciennes communes ont fusionné en 1940 pour devenir Lohfelden. En 1970, la commune environnante Vollmarshausen fut intégrée à la commune de Lohfelden.

## Géographie
- Quartiers : Crumbach, Ochshausen, Vollmarshausen

## Sports
Le club de football local se nomme le FSC Lohfelden 1924 et joue dans le stade Nordhessenstadion.

## Jumelages
- Berg im Drautal (Autriche) depuis 1988
- Trutnov (Tchéquie) depuis 2007
- Alcalá la Real (Espagne)

## Source
- (de) Cet article est partiellement ou en totalité issu de l’article de Wikipédia en allemand intitulé « Lohfelden » (voir la liste des auteurs).